# Jurij Tolubeev
Jurij Tolubeev (San Pietroburgo, 1º maggio 1906 – Leningrado, 28 dicembre 1979) è stato un attore sovietico.

## Filmografia parziale

### Attore
- Revizor, regia di Vladimir Michajlovič Petrov (1952)
- Neokončennaja povest', regia di Fridrich Markovič Ėrmler (1955)
- Dostojanie respubliki, regia di Vladimir Sergeevič Byčkov (1971)

## Premi
- Artista onorato della RSFSR
- Artista popolare della RSFSR
- Artista del popolo dell'Unione Sovietica
- Eroe del lavoro socialista
- Premio Stalin
- Ordine di Lenin
- Ordine della Bandiera rossa del lavoro
- Ordine del distintivo d'onore